# Tourettes
Pour les articles homonymes, voir Tourette et Tourrette.
Tourettes est un groupe de heavy metal australien, originaire de Sydney. Formé en janvier 2000, le groupe se caractérise par « un mélange de punk hardcore, de nu metal et d'autres éléments pour créer un bruit apoplectique et éclectique »[réf. nécessaire].
Sur scène, le groupe combine la performance avec les éléments visuels, ce qui leur a valu un public fidèle (appelé « SikFuks »). Durant son existence, ils jouent dans des festivals tels que le Big Day Out et le Wacken Open Air, aussi bien que dans des shows aux États-Unis et au Canada.
Le logo du groupe est très semblable à celui de Trivium, mais puisque les deux groupes ont été formés en 2000, on peut croire que la similitude n'est qu'une coïncidence et qu'aucun des deux groupes ne s'engage dans l'infraction ou la violation des droits d'auteur.

## Biographie
Le groupe est formé en 2000. En 2005, le groupe tourne aux États-Unis. Madden décrit cette tournée sous ses termes : « Je voulais voir ce qu'un marché diabolisé par les médias aurait fait de nous, c'était drôle à voir. Ils sont TOUS tombés sur un os. On a joué des concerts des fous et je suis impatient d'y retourner. » Là-bas, ils enregistrent l'album Sicksense, publié en octobre 2006, pour lequel le groupe utilise le nom de Tourettes Syndrome. CarpeSiem de Metal Rage note l'album d'un 66/100, mais PH de RockFreaks lui attribue un 3,5 sur 10.
Pour l'album, ils reprennent le nom de Tourettes et publient Treason Songs en octobre 2007. Thomas Nielsen de Power of Metal lui attribue une note de 89 sur 100. Rockezine, cependant lui donne une note de 3 sur 10.
Au début de 2008, Madden se joint à Meldrum, avec Laura Christine à la basse, Gene Hoglan à la batterie, et Michelle Meldrum à la guitare. Elle participe au prochain album du groupe, Lifer (2012). Michelle Meldrum décède en mai 2008 et la sortie de l'album est repoussé. Tourettes se sépare avant l'arrivée Madden au sein de Meldrum.

## Discographie
- 2001 : Tourettes
- 2003 : Detestimony (EP)
- 2006 : Sicksense

## Membres
- Michele Madden - chant
- Ross Empson - basse
- Michael Quigley - batterie
- Ashley Manning - guitare